# Beto (fotbollsspelare född maj 1976)
Roberto Luís Gaspar de Deus Severo "Beto", född den 3 maj 1976 i Lissabon, Portugal, är en före detta portugisisk fotbollsspelare. Han spelade för Portugals landslag i EM 2000 och 2004 samt i VM 2002. Han gjorde ett av sina två landslagsmål mot USA i VM 2002, men blev utvisad i matchen därpå mot Sydkorea. Portugal förlorade matchen vilket innebar att laget var utslaget.